# Maryam Namazie
Maryam Namazie (em persa: مریم نمازی) (Teerã, 1966) é uma ativista secularista e pelos direitos humanos, e comentarista de origem iraniana.
Conhecida internacionalmente principalmente por sua atuação em defesa dos direitos das mulheres, dos direitos dos que procuram asilo político, dos direitos dos homossexuais e por sua luta contra a teocracia islâmica e o islã político. É também líder do Conselho dos Ex-Muçulmanos da Grã-Bretanha, e já foi diretora do Comitê para Relações Internacionais do Partido Comunista dos Trabalhadores do Irã (WPI), membro do birô político e do conselho coordenador do partido, líder da Federação Internacional dos Refugiados Iranianos e membro do conselho central da Organização pela Libertação das Mulheres (Irã). Apresenta o "International TV", transmitido pela New Channel TV - NCTV, e é a editora do "WPI Briefing" (órgão em inglês do WPI).
Maryam Namazie nasceu em Teerã, mas deixou sua família em 1980, após a Revolução Islâmica, indo morar na Índia, depois nos EUA aos 17 anos de idade e, atualmente, vive no Reino Unido.
Em 2005, ganhou o prêmio de "Laicista do Ano", da National Secular Society - NSS (Sociedade Nacional Laica), do Reino Unido. Isso fez aumentar sua fama internacionalmente e Nick Cohen escreveu um artigo sobre ela no jornal britânico "The Observer", intitulado "A guerra de uma mulher". Em 2006, a NSS conferiu-lhe o título de Sócia Honorária.
Após a polêmica das charges de Maomé, juntamente com outros 11 ativistas, publicou o manifesto "Juntos contra o novo totalitarismo", o qual adverte o mundo a respeito da ascensão do islamismo como um novo totalitarismo.